# Rabia Kazan
Rabia Özden Kazan (Malatya, 25 de juny de 1976) és una escriptora, periodista i activista política turca pels drets de les dones.

## Carrera
L'any 1996 començà la seva carrera periodística com a corresponsal de televisió al programa "Later hosting Istanbul" del canal turc Flash TV. Posteriorment, arribà a ser columnista al periòdic afiliat al Partit del Moviment Nacionalista (MHP) Ortadoğo, on hi treballà sis anys. Mentrestant, assolí gran reconeixement públic a Turquia quan entrevistà a Mehmet Ali Ağca, pres després d'intentar assassinar al papa Joan Pau II. Després, fundà la revista de notícies Haber Revizyon a Istanbul.
L'any 2007 viatjà a l'Iran on fou testimoni de matrimonis entre menors d'edat, tràfic de dones i matrimonis efímers. Escrigué un reportatge sobre les condicions de les dones a la capital, Teheran, titulat Tahran Melekleri (traduïble al català com "Els àngels de Teheran"), el qual tractà sobre el nikah mut'ah. Per aquest motiu, rebé diverses amenaces després que el seu llibre fos publicat i esdevingués un best-seller a Turquia.
L'any 2008 es casà amb Giacinto Licursi, un polític i advocat italià, per la qual cosa es mudà a Roma. Durant la seva estada a Itàlia, promogué activament el secularisme a l'Islam, la prevenció dels matrimonis entre nens i el tràfic de dones en diverses plataformes, incloent a la televisió italiana.
L'any 2010 es traslladà als Estats Units i treballà per a la World Federation of United Nations Associations (WFUNA) de les Nacions Unides durant dos anys.
L'any 2012 decidí no tornar a utilitzar el hijab, que estigué forçada a utilitzar des dels set anys. Després d'això, començà a treballar com a escriptora i activista dels drets de les dones a The International Civil Liberties Alliance (ICLA), amb seu a Suïssa.
L'any 2014 llançà la campanya global denominada This Is Not My Allah, a la Ciutat de Nova York, contra el atemptats islàmics, juntament amb l'analista polític francès Alain Wagner.